# 아 바오 아 쿠
아 바오 아 쿠(A Bao A Qu)는 호르헤 루이스 보르헤스의 1967년작 『상상적 존재들의 책』에 묘사된 전설의 말레이족 생물이다. 보르헤스는 리처드 프랜시스 버턴의 『천일야화』 서문이나 C.C. 이투르부루의 『말레이 마법론』(1937)에서 이 생물을 발견했다고 주장했다. 버턴의 언급은 원래 스페인어 원문에 있었지만, 영어 원문에서는 이투르부루로 수정되었는데, 아마도 더 이국적으로 들리도록 하기 위해서였거나 보르헤스의 친구 C.C. 이투르부루를 지칭하는 것으로 보인다. 작가 안타레스는 보르헤스의 이야기가 오랑 아슬리 신화에서 영감을 받았을 가능성이 있으며, "아 바오 아 쿠"는 "나의 형"을 뜻하는 아방 아쿠를 흘려 쓴 것이라고 추측한다.
보르헤스의 이야기에서 아 바오 아 쿠는 치토르의 승리의 탑 계단에 살고 있는데, 그 꼭대기에서 "세상에서 가장 아름다운 풍경"을 감상할 수 있다. 아 바오 아 쿠는 첫 계단에서 용감하게 기어오르려는 사람을 기다린다. 그때까지 아 바오 아 쿠는 누군가 지나갈 때까지 형체도 없이 반투명하게 잠들어 있다. 그러다 사람이 계단을 오르기 시작하면 아 바오 아 쿠는 깨어나 바짝 뒤따라온다. 점점 더 위로 올라갈수록 아 바오 아 쿠는 점점 더 선명하고 화려해진다. 푸른 빛을 내뿜는데, 그 빛은 올라갈수록 더욱 강해진다. 하지만 등반자가 정상에 도달하고 열반에 도달했을 때 비로소 완벽에 도달하므로, 그의 행위는 어떤 그림자도 드리우지 않는다. 하지만 거의 대부분의 경우, 등반자는 완벽하지 않기 때문에 정상에 도달할 수 없다. 아 바오 아 쿠는 이를 깨닫고 뒤로 물러나며, 색깔과 모습을 잃고 계단 아래로 다시 굴러떨어져 바닥에 닿아, 다시 휴면기에 들어서 형태를 잃는다. 그러면서 비단결이 바스락거리는 소리처럼 부드러운 작은 울음소리를 낸다. 만져보면 복숭아 껍질의 솜털처럼 느껴진다. 아 바오 아 쿠는 영원한 삶에서 단 한 번 탑 꼭대기의 목적지에 도달했다.

## 언급
이 생물에 대한 언급과 참고문헌은 다음 작품에서 찾아볼 수 있다:
- 애니메이션 '기동전사 건담'에 등장하는 소행성 요새, 아 바오아 쿠.
- 버지니아 애스틀리 (1982)의 앨범, '아 바오 아 쿠'.
- 카드게임 '유희왕'에 등장하는 몬스터, 빛 없는 그림자 아 바오 아 쿠.[4]